# Franka Beatus
Franka Beatus (ur. 1926 w Koninie, zm. 12 maja 1943 w Warszawie) – żydowska działaczka ruchu oporu w getcie warszawskim, uczestniczka powstania w getcie warszawskim.
W październiku 1942, w przededniu likwidacji getta w Ostrowcu Świętokrzyskim, uciekła do Warszawy. Tam była aktywistką Droru i łączniczką Żydowskiej Organizacji Bojowej ze stroną aryjską. Przewoziła członków ŻOB-u do getta warszawskiego z innych gett Generalnego Gubernatorstwa. Przed i w czasie powstania w getcie była pierwszą łączniczką Icchaka Cukiermana. 
12 maja 1943, na wieść o upadku powstania, popełniła samobójstwo.